# Ergon-Verlag
Der Ergon-Verlag ist ein deutscher Wissenschaftsverlag und seit Mitte 2017 ein Imprint des Nomos Verlags mit Sitz in Baden-Baden.

## Geschichte
Im Herbst 1989 gründete Hans-Jürgen Dietrich den Verlag mit einem Verlagsprogramm, das in den ersten Jahren durch die Betreuung der Publikationen der Rückert Gesellschaft auf- und ausgebaut worden ist. Wichtig für die Entwicklung des Verlages war die von Hartmut Bobzin und Wolfdietrich Fischer herausgegebene Übersetzung des Korans von Friedrich Rückert. Im Programm erscheinen jährlich rund 80 Bücher. Seit 2008 firmiert der Verlag als GmbH, geschäftsführender Gesellschafter ist Hans-Jürgen Dietrich. Mitte 2017 wurde der Ergon Verlag von Nomos Verlag in Baden-Baden übernommen und besteht unter diesem Dach als eigenständiger Verlag weiter.

## Programm
Der Schwerpunkt des Programmes, anfangs auf orientalistisch-literaturwissenschaftlichem Gebiet, hat sich heute auf Sozial- und Geisteswissenschaften ausgedehnt. Der Verlag veröffentlicht zudem Forschungsergebnisse wissenschaftlicher Institute, Gesellschaften, Sonderforschungsbereiche und Lehrstühle. Im Rahmen dieser Betreuung publiziert der Ergon-Verlag wissenschaftliche Buchreihen auf den Gebieten:
Soziologie, Recht, Politikwissenschaft, Philosophie, Pädagogik, Psychologie, Informationswissenschaft und Bibliothekswissenschaft, Kunst und Altertumswissenschaft.
Seit Anfang 2000 wurde das sozial- und geisteswissenschaftliche Programm von Ergon ausgebaut. Neben den Programmschwerpunkten Orientalistik und Literaturwissenschaft erscheinen Veröffentlichungen wissenschaftlicher Forschungsergebnisse im Bereich Geschichte, Theologie, Religionswissenschaft und Judaistik. Seit 2010 erscheinen bei Ergon kommentierte Editionen, darunter Werkausgaben von Arthur Schnitzler und Theodor Lipps.
Viele wissenschaftliche Publikationen des Verlags entstehen in Zusammenarbeit mit Institutionen, unter anderem: Leibnizpreis-Forschungsstelle ALEA an der Universität Münster, Bundesinstitut für Bevölkerungsforschung (BiB) Wiesbaden, Bonner Zentrum für Religion und Gesellschaft ZERG an der Universität Bonn, Orient Institut Beirut, Orient-Institut Istanbul, Deutsches Archäologisches Institut Berlin, International Society for Knowledge Organization New York, Stiftung Oskar Rudolf Schlag (Zürich), Rückert-Gesellschaft, Exzellenzcluster Religion und Politik an der Universität Münster, Deutsche Morgenländische Gesellschaft in Halle, Sonderforschungsbereich „Helden – Heroisierungen – Heroismen“ an der Universität Freiburg, Arthur Schnitzler-Archiv der Universität Freiburg und Max Weber Stiftung.